# Phaseoleae
La tribu Phaseoleae es una de las subdivisiones de la familia de plantas Fabaceae, que incluye a las legumbres. 
Esta tribu incluye muchos de los frijoles cultivados para alimento humano y animal.

## Subtribus y géneros
- Cajaninae
  - Adenodolichos - Bolusafra - Cajanus - Carrissoa - Chrysoscias - Dunbaria - Eriosema - Flemingia - Paracalyx - Rhynchosia
- Clitoriinae
  - Barbieria - Centrosema - Clitoria - Clitoriopsis - Periandra
- Diocleinae
  - Camptosema - Canavalia - Cleobulia - Collaea - Cratylia - Cymbosema - Dioclea - Galactia - Herpyza - Lackeya - Luzonia - Macropsychanthus
- Erythrininae
  - Apios - Butea - Cochlianthus - Erythrina - Meizotropis - Mucuna - Neorudolphia - Rhodopis - Spatholobus - Strongylodon
- Glycininae
  - Amphicarpaea - Calopogonium - Cologania - Diphyllarium - Dumasia - Eminia - Glycine - Mastersia - Neonotonia - Nogra - Pachyrhizus - Pseudeminia - Pseudovigna - Pueraria - Shuteria - Sinodolichos - Teramnus - Teyleria
- Kennediinae
  - Hardenbergia - Kennedia - Vandasina
- Ophrestiinae
  - Cruddasia - Ophrestia - Pseudoeriosema
- Phaseolinae
  - Alistilus - Austrodolichos - Decorsea - Dipogon - Dolichopsis - Dolichos - Dysolobium - Lablab - Macroptilium - Macrotyloma - Mysanthus - Neorautanenia - Nesphostylis - Oryxis - Otoptera - Oxyrhynchus - Phaseolus - Physostigma - Psophocarpus - Ramirezella - Spathionema - Sphenostylis - Strophostyles - Vatovaea - Vigna - Wajira